# Tourenwagen-Europameisterschaft 2003
Die Tourenwagen-Europameisterschaft 2003 bestand aus 20 Läufen auf 10 verschiedenen Strecken (2 Läufe pro Rennwochenende). 2003 fuhr die ETCC erstmals mit dem Punktesystem der Formel 1 (10-8-6-5-4-3-2-1). Beim Finalrennen in Monza kehrte erstmals seit seinem schweren Unfall im Jahre 2001 auf dem Lausitzring der ex-F1 und Champ-Car-Pilot Alessandro Zanardi in den Rennsport zurück. Europameister wurde der Italiener Gabriele Tarquini.

## Kalender
| Rennen | Datum         | Land                   | Strecke           | Sieger             | Marke und Modell   |
| ------ | ------------- | ---------------------- | ----------------- | ------------------ | ------------------ |
| 1      | 6. April      | Spanien                | Barcelona         | Gabriele Tarquini  | Alfa Romeo 156 GTA |
| 2      | 6. April      | Spanien                | Barcelona         | Dirk Müller        | BMW 320i           |
| 3      | 27. April     | Frankreich             | Magny-Cours       | Jörg Müller        | BMW 320i           |
| 4      | 27. April     | Frankreich             | Magny-Cours       | Jörg Müller        | BMW 320i           |
| 5      | 11. Mai       | Italien                | Enna-Pergusa      | Gabriele Tarquini  | Alfa Romeo 156 GTA |
| 6      | 11. Mai       | Italien                | Enna-Pergusa      | Roberto Colciago   | Alfa Romeo 156 GTA |
| 7      | 25. Mai       | Tschechien             | Brno              | Dirk Müller        | BMW 320i           |
| 8      | 25. Mai       | Tschechien             | Brno              | Andy Priaulx       | BMW 320i           |
| 9      | 29. Juni      | Vereinigtes Königreich | Donington         | Gabriele Tarquini  | Alfa Romeo 156 GTA |
| 10     | 29. Juni      | Vereinigtes Königreich | Donington         | Jörg Müller        | BMW 320i           |
| 11     | 27. Juli      | Belgien                | Spa-Francorchamps | Gabriele Tarquini  | Alfa Romeo 156 GTA |
| 12     | 27. Juli      | Belgien                | Spa-Francorchamps | Andy Priaulx       | BMW 320i           |
| 13     | 7. September  | Schweden               | Anderstorp        | Roberto Colciago   | BMW 320i           |
| 14     | 7. September  | Schweden               | Anderstorp        | Nicola Larini      | Alfa Romeo 156 GTA |
| 15     | 21. September | Deutschland            | Oschersleben      | Jörg Müller        | BMW 320i           |
| 16     | 21. September | Deutschland            | Oschersleben      | Andy Priaulx       | BMW 320i           |
| 17     | 5. Oktober    | Portugal               | Estoril           | Gabriele Tarquini  | Alfa Romeo 156 GTA |
| 18     | 5. Oktober    | Portugal               | Estoril           | Gabrielle Tarquini | Alfa Romeo 156 GTA |
| 19     | 19. Oktober   | Italien                | Monza             | James Thompson     | Alfa Romeo 156 GTA |
| 20     | 19. Oktober   | Italien                | Monza             | Jörg Müller        | BMW 320i           |

## Punktestand

### Fahrer
| Pl. | Fahrer              | Punkte |
| --- | ------------------- | ------ |
| 1.  | Gabriele Tarquini   | 107    |
| 2.  | Jörg Müller         | 106    |
| 3.  | Andy Priaulx        | 100    |
| 4.  | Nicola Larini       | 92     |
| 5.  | Dirk Müller         | 66     |
| 6.  | Roberto Colciago    | 66     |
| 7.  | Duncan Huisman      | 47     |
| 8.  | Antonio García      | 46     |
| 9.  | Fabrizio Giovanardi | 43     |
| 10. | Tom Coronel         | 27     |

| Pl. | Fahrer             | Punkte |
| --- | ------------------ | ------ |
| 11. | Rickard Rydell     | 18     |
| 12. | James Thompson     | 12     |
| 13. | Paolo Ruberti      | 12     |
| 14. | Alessandro Balzan  | 10     |
| 15. | Frank Diefenbacher | 9      |
| 16. | Fabio Francia      | 4      |
| 17. | Jordi Gené         | 4      |
| 18. | André Couto        | 3      |
| 19. | Adriano de Micheli | 3      |
| 20. | Alessandro Zanardi | 2      |

| Pl. | Fahrer           | Punkte |
| --- | ---------------- | ------ |
| 21. | Salvatore Tavano | 1      |
| 22. | Tomas Engström   | 1      |

### Independents Trophy
| Pl. | Fahrer            | Punkte |
| --- | ----------------- | ------ |
| 1.  | Duncan Huisman    | 144    |
| 2.  | Tom Coronel       | 113    |
| 3.  | Fabio Francia     | 91     |
| 4.  | Alessandro Balzan | 90     |
| 5.  | Paolo Ruberti     | 89     |
| 6.  | André Couto       | 39     |
| 7.  | Tomas Engström    | 37     |
| 8.  | Sandro Sardelli   | 30     |

| Pl. | Fahrer             | Punkte |
| --- | ------------------ | ------ |
| 9.  | Eric Cayrolle      | 27     |
| 10. | Adriano de Micheli | 14     |
| 11. | Salvatore Tavano   | 14     |
| 12. | Donald Molenaar    | 5      |
| 13. | Jordi Palomeras    | 4      |
| 14. | Mattias Andersson  | 4      |
| 15. | Jan Nilsson        | 3      |
| 16. | Reinhard Huber     | 1      |

### Hersteller
| Pl. | Fahrer     | Punkte |
| --- | ---------- | ------ |
| 1.  | BMW        | 290    |
| 2.  | Alfa Romeo | 249    |
| 3.  | Seat       | 13     |